# Imad Oumghar
Imad Oumghar, né le 24 janvier 1991 à Al Hoceïma, est un footballeur marocain évoluant au poste de milieu de terrain au Chabab Rif Al Hoceima.